# صلوات (مشگین‌شهر)
صلوات روستایی است که در استان اردبیل، شهرستان مشگین‌شهر، بخش مرادلو، دهستان صلوات «مرکز دهستان صلوات» در۵۰کیلومتری مرکز شهرستان و۱۰۰کیلومتری مرکز استان در شمال استان اردبیل قرار دارد. شغل اصلی اهالی کشاورزی ودامداری می‌باشد که در کنار آن به تولید صنایع دستی از قبیل فرش، گلیم وجاجیم نیز می‌پردازند. دارای مکانهای گردشگری متعدد از جمله مارال دره سی، کهریز، منطقه جنگلی وکوهستانی همچنین مکانهای تاریخی قلعه باشی خرابه صلوات، زیارتگاه علی پنجه سی وتونلهای تاریخی می‌باشد.

## جمعیت
بر اساس سرشماری سال ۱۳۸۵ جمعیت این روستا ۹۷۰ نفر با ۲۰۰ خانوار بوده‌است.